# Giorgio Morniroli
Giorgio Morniroli, né à Berne le 20 janvier 1936 et mort à Locarno le 20 juillet 2017, est une personnalité politique suisse membre de la ligue des Tessinois.

## Biographie
Il est élu conseiller aux États comme représentant du canton du Tessin de 1991 à 1995 . Il est vice-président d'une association de médecins contre la drogue : Schweizer Ärzte gegen Drogen.